# Diccionario crítico etimológico de la lengua castellana
|  | No s'ha de confondre amb Diccionario crítico etimológico castellano e hispánico. |

El Diccionario crítico etimológico de la lengua castellana (DCEC) és un diccionari etimològic realitzat pel filòleg català Joan Coromines (1905-1997), publicat en primera instància a Berna per l'Editorial Francke el 1954. A aquesta macro-obra cal afegir-hi el Breu diccionari etimològic de la llengua castellana, en un sol volum i uns anys més tard el Diccionario crítico etimológico castellano e hispánico (DECH).
Encara en l'actualitat és una obra de referència en l'àmbit de la filologia romànica. L'obra de Joan Coromines ha estat reconeguda amb les màximes distincions honorífiques de la societat civil espanyola com va ser el Premi Nacional de les Lletres Espanyoles el 1989, que va ser pel conjunt de la seva obra, tant castellana com catalana. Segons Lluís Agustí: "aquesta monumental monografia és un repertori de fets lingüístics molt eficaç i coherent, una classificació i descripció exhaustiva, un tresor d'erudició lingüística sense precedents".

## Perfil de l'autor
Com va dir en Josep Pla: "tinc la sensació que és un dels homes més treballadors del país, treballa d'una manera segura, compassada i llarga". El Diccionari crític etimològic és el que ens ha deixat després d'una vida d'esforç com la de molts investigadors: solitari, incansable però també, exiliat -a diferència d'alguns-.
El Coromines fa gala d'una gran honestedat intel·lectual, intentant no agafar arguments oposats a les seves idees, quan no troba una conclusió definitiva ho manifesta amb tota sinceritat, però també és contundent en el moment que exposa les seves opinions i arguments quan en té la certesa... D'altra banda té una forma de treballar inusual avui dia, de vegades mostra la subjectivitat del savi que treu el cap entre l'allau de dades científiques, potser per recordar la seva humanitat.

## Context
Un diccionari etimològic és el que proporciona la informació sobre l'origen de les paraules. Tot i haver existit intents esporàdics, després del primitiu Covarrubias, el diccionari etimològic del castellà per antonomàsia és "el Corominas" (el "Diccionari crític etimològic de la llengua castellana").
L'esforç realitzat per Joan Coromines va ser immens, i el va iniciar en paral·lel amb el seu també magne treball en català. Certament, les llengües no estan aïllades, i els transvasaments i préstecs entre elles són constants: qui estudia una d'aquestes llengües d'una forma aïllada, no la pot arribar a estudiar a fons ...
El Coromines és l'obra del savi lingüista d'un tipus difícil de trobar avui dia: la seva base de dades de paraules s'estén a tot el conjunt de llengües i dialectes de la península de més enllà: català, gallec, basc, lleonès, jueu-espanyol, mossàrab, portuguès, occità-provençal..., i les va emprar com a farciment (de vegades, fins i tot, com a origen) de les paraules de la llengua castellana.
Aquest diccionari complementa en molt els reculls lèxics anteriors, més que en mots nous, en nous significats i en dades de tota mena referents a la vida i l'ambient de les paraules. El caràcter crític apareix conjuntament amb els aspectes històric i dialectològic que apareixen amb un particular relleu. L'objectiu final és sempre l'etimologia. Els aspectes històric i  dialectològic sorgeixen amb un relleu particular. Comparat amb el seu diccionari català, els aspectes reservats a la llengua parlada moderna omplen una mesura força més gran, i també ha estat més generós en les cites de textos pròpiament literaris.

## Públic a qui va dirigit
Encara que més tard va treure el Breu diccionari etimològic de la llengua castellana, aquest queda limitat al "públic no especialitzat en lingüística", ja que com diu la seva introducció: "informa sobre l'origen de les paraules castellanes comunament conegudes per la gent educada", però els especialistes o els curiosos que volen aprofundir sempre van a parar al gran, al "de debò".
L'etimologia, com la investigació sobre la història, funciona a base de recopilar dades ínfimes trobades als llocs més dispars, i cal fer conjectures per a reconstruir-les. José Antonio Pascual va assenyalar en el seu moment que aquesta obra "proporciona molt més del que sembla prometre". En realitat el castellà no té malauradament cap altre diccionari on poder buscar històricament la primera aparició d'un mot determinat i així poder documentar el seu ús al llarg dels segles.
No hi ha cap altra font en castellà amb una llista històrica de morfologia i fonètica on poder seguir l'evolució dels seus sons i estructures. És per això, que una gran quantitat d'estudiosos han hagut d'anar a parar al Coromines, moltes vegades buscant allò que no trobaven en el diccionari de la RAE ...
El Diccionari crític etimològic de la llengua castellana és dirigit al públic especialitzat, no és una obra que sigui fàcil de consultar, de vegades és una mica enrevessat. Moltes de les seves entrades són veritables articles científics, on es presenten propostes alienes al costat de les de l'autor, discutint unes i altres, amb el testimoni de llengües properes i altres remotes (el català, el bàltic, l'alt alemany, l'osc, etc.), sospesant i prescindint de vegades d'algunes opinions amb fórmules concloents, es fa l'estudi, i finalment es dona un diagnòstic, sovint magistral ...

## Versió a la web
Des de fa alguns anys s'està duent a terme la versió digital del Diccionari etimològic a la Universitat Autònoma de Barcelona. Serà molt interessant que els fruits d'aquest esforç passin a disposició dels investigadors. Si ja ho és l'obra impresa, la versió digital del "Corominas" representa encara una major utilitat per als investigadors de la llengua castellana (i d'altres llengües com la catalana).